# Hiob Borecki
Hiob Borecki oder Hiob Borezki (ukrainisch Йов Борецький, Jow Borezkyj; weltlicher Name Jan, Ioan; * um 1560, Bircza (?), Przemysler Land, Königreich Polen; † 2. Märzjul. / 12. März 1631greg. in Kiew) war orthodoxer Metropolit von Kiew (1620–1631).

## Leben
Jan wurde in einer adligen Familie aus Bircza im heutigen südöstlichen Polen geboren.
Er lernte an der Schule der orthodoxen Bruderschaft in Lwów und war von 1604 bis 1605 dort Rektor und Lehrer für lateinische Sprache.
1615 wurde er Rektor der Schule der orthodoxen Bruderschaft in Kiew.
1618 wurde er Mönch und ging in das Michaelskloster in Kiew. 1619 wurde er dort Igumen (Abt).
1620 wurde er zum ersten orthodoxen Metropoliten von Kiew seit der Brester Union 1596 eingesetzt. Die Weihe wurde durch Patriarch Theophanes III. von Jerusalem im Auftrag des Patriarchen von Konstantinopel vorgenommen und war nur unter militärischer Begleitung durch Kosaken möglich. Sie geschah nicht im Einvernehmen mit dem polnischen König.
Hiob trat gegen die unierte Kirche und deren Anschluss an die katholische Kirche auf, bemühte sich aber auch mit dem unierten Metropoliten von Kiew um eine Beendigung der Spaltung. Dieses scheiterte am Widerstand der Kosaken.
Hiob starb am 2. (12.) März 1631 in Kiew und ist auf dem Friedhof des Michaelklosters begraben.
2008 wurde er von der Ukrainisch-Orthodoxen Kirche - Kiewer Patriarchat heiliggesprochen.

## Publikationen
Von Hiob sind einige Schriften überliefert, Übersetzungen griechischer geistlicher Literatur, Gedichte, Texte über orthodoxe Heilige.
1621 verfasste er Protestacja.